# Loos, Nord
Loos là một xã ở trong tỉnh Nord ở miền bắc nước Pháp. Xã này có diện tích 6,95 kilômét vuông, dân số năm 1999 là 20.869 người. Xã nằm ở khu vực có độ cao trung bình 18 mét trên mực nước biển.
Loos kết nghĩa với Geseke, Đức.
Vào tháng 7 năm 2025, tòa thị chính Loos đã tiến hành phá dỡ tòa tháp Kennedy, tòa tháp lớn nhất trong khu vực.